# Sihahanu
Sīhahanu (tiếng Phạn: सीहहनु), tên dịch nghĩa Hán là Sư Tử Giáp (師子頰), là một vị tông chủ của tộc Thích-ca. Ông được các kinh văn Phật giáo ghi nhận là ông nội của vị Phật lịch sử Thích-ca Mâu-ni. Sihahanu là con trai của Vua Jayasena và anh trai của Công chúa Yasodhara. Ông kết hôn với Công chúa Kaccanā, con gái của Vua Devadahasakka của tiểu quốc Devadaha. Sihahanu và Kaccanā sinh ra gồm:
- Suddhodana[4][5]
- Dhotodana
- Sakkodana
- Sukkadana
- Amitodana
- Amitā
- Pamitā

Khi còn là một hoàng tử trẻ Suddhodana đã thể hiện xuất sắc trong chiến tranh và kiếm thuật. Sau một trận thắng, Sihahanu đã cho phép Suddhodana kết hôn với hai chị em xinh đẹp, Maya và Mahāpajābatī Gotamī.